# Ліндон Дайкс
Ліндон Дайкс (англ. Lyndon Dykes, нар. 7 жовтня 1995, Голд-Кост) — шотландський та австралійський футболіст, нападник англійського клубу «Квінз Парк Рейнджерс» та національної збірної Шотландії.

## Клубна кар'єра
Ліндон Дайкс народився в австралійському місті Голд-Кост в родині вихідців з Шотландії. В дитинстві займався регбі, але згодом перейшов у футбол і починав грати у невеликих аматорських клубах «Маджераба» та «Меррімак».
2014 року Дайкс відвідав родичів у Дамфрісі, Шотландія, рідному місті своїх батьків, де виступав за молодіжну команду до 20 років місцевого клубу «Квін оф зе Саут». Він забив 22 голи в 14 матчах за команду, перш ніж повернутися до Австралії в січні 2015 року.
У сезоні 2015 року грав у Національній прем'єр-лізі Квінсленда (другий австралійський дивізіон) за клуби «Редлендс Юнайтед» та «Голд-Кост Сіті», а у першій половині 2016 року виступав за аматорський «Серферз Парадайз Аполло».
7 червня 2016 року Дайкс повернувся до Шотландії та підписав контракт з «Квін оф зе Саут», в якій провів три сезони, взявши участь у 100 матчах другого дивізіону крахни. Більшість часу, проведеного у складі «Квін оф зе Саут», був основним гравцем атакувальної ланки команди.
30 січня 2019 року Дайкс підписав угоду з вищоліговим «Лівінгстоном», але залишився у старій команді до кінця сезону. У команді з Лівінгстона Дайкс провів наступний сезон 2019/20 і здебільшого виходив на поле в основному складі команди, будучи одним з головних бомбардирів команди, маючи середню результативність на рівні 0,39 гола за гру першості. При цьому 21 грудня 2019 року Дайкс зробив хет-трик у матчі чемпіонату проти «Росс Каунті» (4:0), ставши першим гравцем в історії «Лівінгстона», який зробив це у найвищому дивізіоні країни.
19 серпня 2020 року Дайкс за 2 млн фунтів перейшов у англійський «Квінз Парк Рейнджерс», підписавши чотирирічний контракт. Станом на 29 травня 2021 року відіграв за лондонську команду 42 матчі в Чемпіоншипі.

## Виступи за збірну
Через своїх батьків Дайкс мав право окрім Австралії представляти і історичну батьківщину, Шотландію. В результаті 25 серпня 2020 року Дайкс був вперше викликаний до лав національної збірної Шотландії на матчі Ліги націй УЄФА проти Ізраїлю та Чехії і 4 вересня дебютував за збірну в грі з ізраїльтянами (1:1), а через кілька днів у грі проти Чехії (2:1) забив свій перший гол за збірну.
У травні 2021 року Дайкс був включений до заявки збірної на чемпіонат Європи 2020 року
| Дата       | Місто     | Господарі | Результат               | Гості             | Турнір                               | Голи | Примітки |
| ---------- | --------- | --------- | ----------------------- | ----------------- | ------------------------------------ | ---- | -------- |
| 4-9-2020   | Глазго    | Шотландія | 1 – 1                   | Ізраїль           | Ліга націй УЄФА 2020-2021 - 1-й етап | -    | 74'      |
| 7-9-2020   | Оломоуць  | Чехія     | 1 – 2                   | Шотландія         | Ліга націй УЄФА 2020-2021 - 1-й етап | 1    | 67'      |
| 8-10-2020  | Глазго    | Шотландія | 0 – 0 д.ч. (5 – 3 п.п.) | Ізраїль           | Відбір до ЧЄ 2020                    | -    | 91'      |
| 11-10-2020 | Глазго    | Шотландія | 1 – 0                   | Словаччина        | Ліга націй УЄФА 2020-2021 - 1-й етап | 1    | 38' 72'  |
| 14-10-2020 | Глазго    | Шотландія | 1 – 0                   | Чехія             | Ліга націй УЄФА 2020-2021 - 1-й етап | -    | 51' 65'  |
| 12-11-2020 | Белград   | Сербія    | 1 – 1 д.ч. (4 – 5 п.п.) | Шотландія         | Відбір до ЧЄ 2020                    | -    | 82'      |
| 18-11-2020 | Нетанья   | Ізраїль   | 1 – 0                   | Шотландія         | Ліга націй УЄФА 2020-2021 - 1-й етап | -    | 78'      |
| 25-3-2021  | Глазго    | Шотландія | 2 – 2                   | Австрія           | Відбір до ЧС 2022                    | -    | 49' 78'  |
| 28-3-2021  | Тель-Авів | Ізраїль   | 1 – 1                   | Шотландія         | Відбір до ЧС 2022                    | -    | 75'      |
| 31-3-2021  | Глазго    | Шотландія | 4 – 0                   | Фарерські острови | Відбір до ЧС 2022                    | -    | 68'      |
| Усього     |           | Матчів    | 10                      |                   | Голів                                | 2    |          |

## Особисте життя
Його старша сестра Голлі була дворазовим золотим призером з гімнастки від Австралії на Іграх Співдружності 2006 року.